# Euchirella paulinae
Euchirella paulinae är en kräftdjursart som beskrevs av Vaupel Klein 1980. Euchirella paulinae ingår i släktet Euchirella och familjen Aetideidae. Inga underarter finns listade i Catalogue of Life.